# Johann Hartwig Ernst von Bernstorff

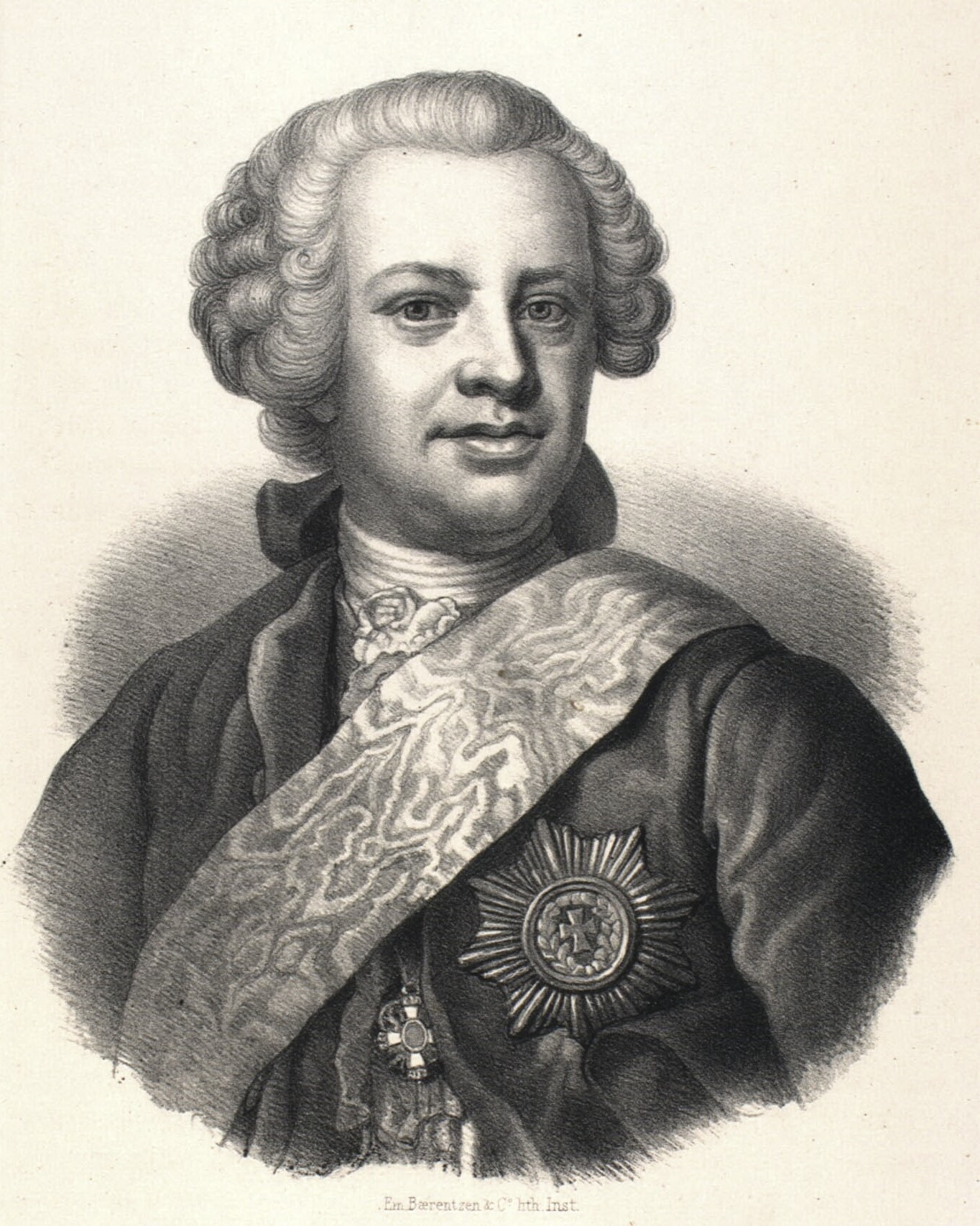
Johann Graf von Bernstorff

Johann Hartwig Ernst Graf von Bernstorff (* 13. Mai 1712 in Hannover; † 18. Februar 1772 in Hamburg) war ein deutscher Diplomat und dänischer Außenminister (1751–1770). Er war ein aufgeklärter Reformer und mit Friedrich Gottlieb Klopstock befreundet.

## Herkunft
Seine Eltern waren der hannoverischer Kammerherr Freiherr Joachim Engelke von Bernstorff (1678–1737) und dessen Ehefrau Charlotte Sophie von Bernstorff (1682–1732), Tochter des Diplomaten Andreas Gottlieb von Bernstorff (1640–1726).

## Leben und Wirken
Bernstorff wurde bereits von früh an auf eine diplomatische Karriere vorbereitet. Nach dem Studium am Collegium illustre und an der Universität Tübingen und einer Grand Tour durch Europa unter der Obhut seiner Hauslehrers Johann Georg Keyßler gemeinsam mit seinem Bruder Andreas Gottlieb trat er 1732 in den dänischen Staatsdienst.
1733 wurde er von Christian VI. als Diplomat an den sächsischen Hof nach Dresden geschickt. In dieser Funktion begleitete er August III. nach Warschau, wo er bis 1737 blieb. Anschließend ging er als dänischer Gesandter u. a. nach Regensburg und Paris, wo er in den sechs Jahren seines Aufenthaltes (1744–1750) enge Freundschaft mit Louis-Charles-Auguste Fouquet de Belle-Isle und dessen Frau schloss und Kontakte zu Voltaire und Montesquieu knüpfte.
Bernstorffs Fleiß und Geschick führten nicht nur dazu, dass Christian VI. ihm 1746 den Dannebrog-Orden verlieh und Friedrich V. ihn 1749 zum Geheimen Rat beförderte. Auch sein Landesherr, Friedrich Ludwig von Hannover, der Prince of Wales, stellte ihm in Aussicht, wie sein Großvater Premierminister von Hannover zu werden. Allerdings starb Prinz Friedrich 1751, lange vor seinem Vater Georg II., so dass Bernstorff nicht mehr an das ihm gegebene Versprechen gebunden war. Im selben Jahr wurde Bernstorff als Nachfolger von Johan Ludvig von Holstein Chef der Deutschen Kanzlei in Kopenhagen für Schleswig-Holstein und zugleich als Nachfolger von Johann Sigismund Schulin Außenminister des Königreichs Dänemark und einflussreichster Mann im dänischen Staat unter den Königen Friedrich V. und Christian VII.

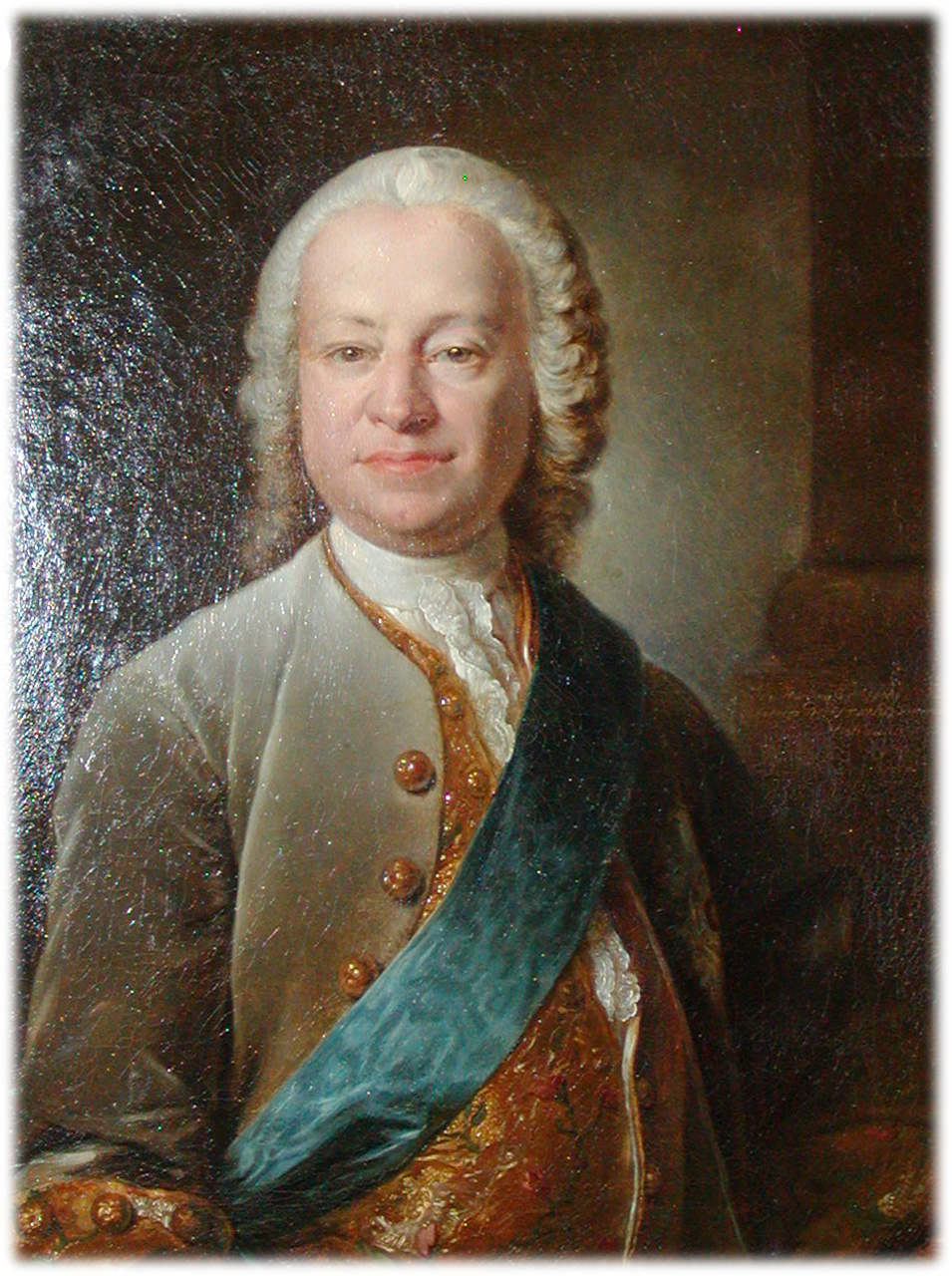
Graf von Bernstorff

Bernstorff gelang es, Dänemark aus allen Konflikten herauszuhalten. Im Siebenjährigen Krieg blieb Dänemark neutral. Als Vermittler zwischen dem Herzog von Cumberland und dem Marschall von Richelieu in der Konvention von Kloster Zeven versuchte Bernstorff – wenn auch vergeblich – seiner Heimat, dem Kurfürstentum Braunschweig-Lüneburg, Schutz durch Neutralität zu garantieren. Mit Schweden und Russland schloss er Verträge, die den nordischen Ländern die freie Schifffahrt garantieren und gleichzeitig den Engländern den Zugang zur Ostsee versperren sollten. Mit Frankreich schloss er am 4. Mai 1758 einen Vertrag auf gegenseitige Verteidigung. Dänemarks Beitrag war eine 24.000 Mann starke dänische Armee an der Elbe, um Holstein, Hamburg und Lübeck zu schützen.
Ein weiterer von Bernstorff gelöster Konflikt war die seit über 150 Jahren bestehende Feindschaft zwischen dem dänischen Königshaus und den Herzögen von Schleswig-Holstein-Gottorf. Letztere waren über lange Zeit machtlos gewesen, wurden aber in der Mitte des 18. Jahrhunderts, als zwei Mitglieder der Familie, Karl Peter Ulrich und Adolf Friedrich von Schleswig-Holstein-Gottorf zu Königen von Russland bzw. Schweden wurden, zur Bedrohung für das dänische Königshaus und dessen Besitzansprüche auf Schleswig-Holstein. Der schwedische König Adolf Friedrich hatte bereits als Kronprinz 1749 auf seine Ansprüche verzichtet, Peter III. von Russland war dagegen nicht bereit, die gottorfschen Anteile kampflos aufzugeben, und erklärte Dänemark sofort nach seinem Regierungsantritt 1762 den Krieg. Eine dänische Armee unter dem französischen General Saint-Germain zog ihm entgegen, doch bevor es zur Schlacht kam, wurde der Zar ermordet. Mit seiner Nachfolgerin Katharina II. schloss Bernstorff einen Allianzvertrag. Seinen größten Erfolg, den Vertrag von Zarskoje Selo, in dem die gottorfschen Anteile am Herzogtum Holstein mit den Grafschaften Oldenburg und Delmenhorst ausgetauscht wurden, womit Schleswig-Holstein erstmals seit dem 16. Jahrhundert wieder in einer Hand vereinigt war, vollendete sein Neffe und Nachfolger Andreas Peter von Bernstorff nach seinem Tod.
Dank der von Bernstorff betriebenen außenpolitischen Neutralität und der Förderung des Handels stieg der Wohlstand im dänischen Gesamtstaat. Über Jahre stand er auch dem Kommerzkollegium vor. Seine Versuche, eine Industrie in Dänemark zu etablieren, blieben zwar ohne große Erfolge, seine Landwirtschaftsreformen und die Bauernbefreiung führte dagegen sein Neffe erfolgreich weiter.
Bernstorff betätigte sich auch als Förderer von Kunst und Literatur. Kopenhagen, wo die St.-Petri-Kirche quasi eine deutsche Enklave und Kulturkolonie der Hafenstadt inmitten der dänischen Kirchenorganisation darstellte, wurde ein Zentrum deutscher Kultur. Bernstorff lernte zeit seines Lebens nie dänisch. Das Haus von Balthasar Münter z. B., des Vaters von Friedrich Münter, wurde schon nach kurzer Zeit der Mittelpunkt der deutschen Gemeinde Kopenhagens. Hierher kamen u. a. Friedrich Gottlieb Klopstock, die Grafen Friedrich Leopold zu Stolberg-Stolberg, Christian zu Stolberg-Stolberg, Matthias Claudius, Heinrich Wilhelm von Gerstenberg, Johann Andreas Cramer, Johann Bernhard Basedow und Carsten Niebuhr. Mit Klopstock verband ihn eine tiefe Freundschaft. Bernstorff kümmerte sich auch um die Verbesserung der Volksbildung und förderte anfangs Basedow, obwohl dessen Rationalismus seiner eigenen, vom Pietismus geprägten Religiosität nicht entsprach. Außerdem wurde er 1769 zum Ehrenmitglied der Göttinger Akademie der Wissenschaften gewählt.
Außer einem Stadtpalais in Kopenhagen ließ er auf seinem Landbesitz in der Nähe der Stadt Schloss Bernstorff errichten. Dort schaffte er auch die Leibeigenschaft ab, die auf den nicht zum dänischen Gesamtstaat gehörenden Gütern Wotersen, Wedendorf und Stintenburg, über das Klopstock eine Ode schrieb, jedoch bestehen blieb.
Nach dem Tod Königs Friedrich V. erhob ihn dessen Sohn Christian VII. 1767 in den Grafenstand. Doch nachdem der junge König Johann Friedrich Struensee kennengelernt hatte, sank Bernstorffs Einfluss. 1770 wurde er von Struensee entlassen und verließ Kopenhagen. Ein Angebot Katharinas II., in ihre Dienste zu treten, lehnte er ab. Ehe man ihn nach Struensees Sturz zurückrufen konnte, starb er am 14. Februar 1772. Beigesetzt wurde er in der Nähe seines Gutes Wotersen in der Kirche von Siebeneichen, die er 1753 hatte erbauen lassen und deren Patron er gewesen war.

## Familie
1751 heiratete Bernstorff die 18-jährige Charitas Emilie von Buchwald (1733–1820) – hauptsächlich wegen ihrer Mitgift. Seit 1779 lebte sie in Weimar mit ihrer Nichte Sophie von Schardt. Deren Bruder war Hans Joachim von Bernstorff (* 3. August 1754; †?), der Neffe von Charitas Emilie, der 1778 und 1780 Kanzleidirektor in Celle war. Charitas war die Patin von Johann Gottfried Herders Kindern Adelbert und Emil. In Weimar gibt es das Bernstorffsche Haus.